# SR-10
SR-10是俄羅斯聯邦的航空製造商KB SAT自力開發的教練機。

## 開發過程

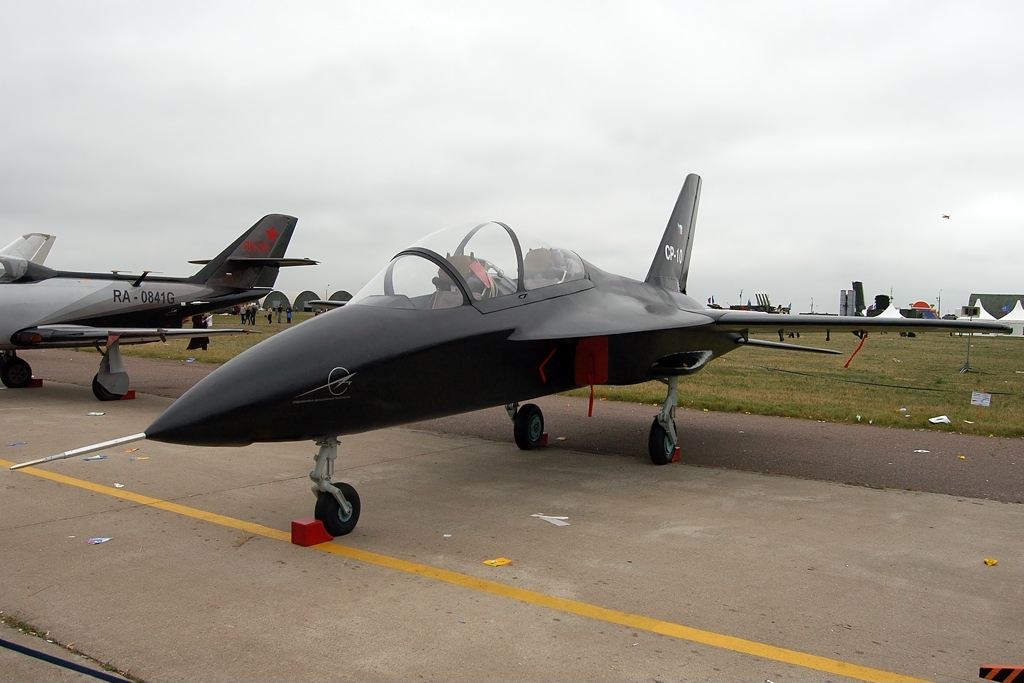
MAKS2007展出的木製模型

KB SAT從2007年開始計畫開發一款單噴射發動機的教練/運動飛機，並於2009年8月在莫斯科航空展(MAKS)首次展出了概念機的模型。並於2015年12月25日進行首架原型機的試飛。
SR-10原本是要競標俄羅斯空軍初級教練機計畫所用的代號，但該計畫最終由雅可列夫設計局的Yak-152螺旋槳教練機中選。
退而求其次，SR-10計畫變更為螺旋槳教練機（Yak-152）與高等教練機（Yak-130）的中間機型，亦即"初級噴射教練機"（類似捷克L-39教練機的地位）。
目前，整個試飛計畫正在靠近莫斯科的柯洛莫夫飛行研究中心進行，相關報導指出本機型將於2017年開始量產，並已獲得國防部16架的訂單。

## 結構設計

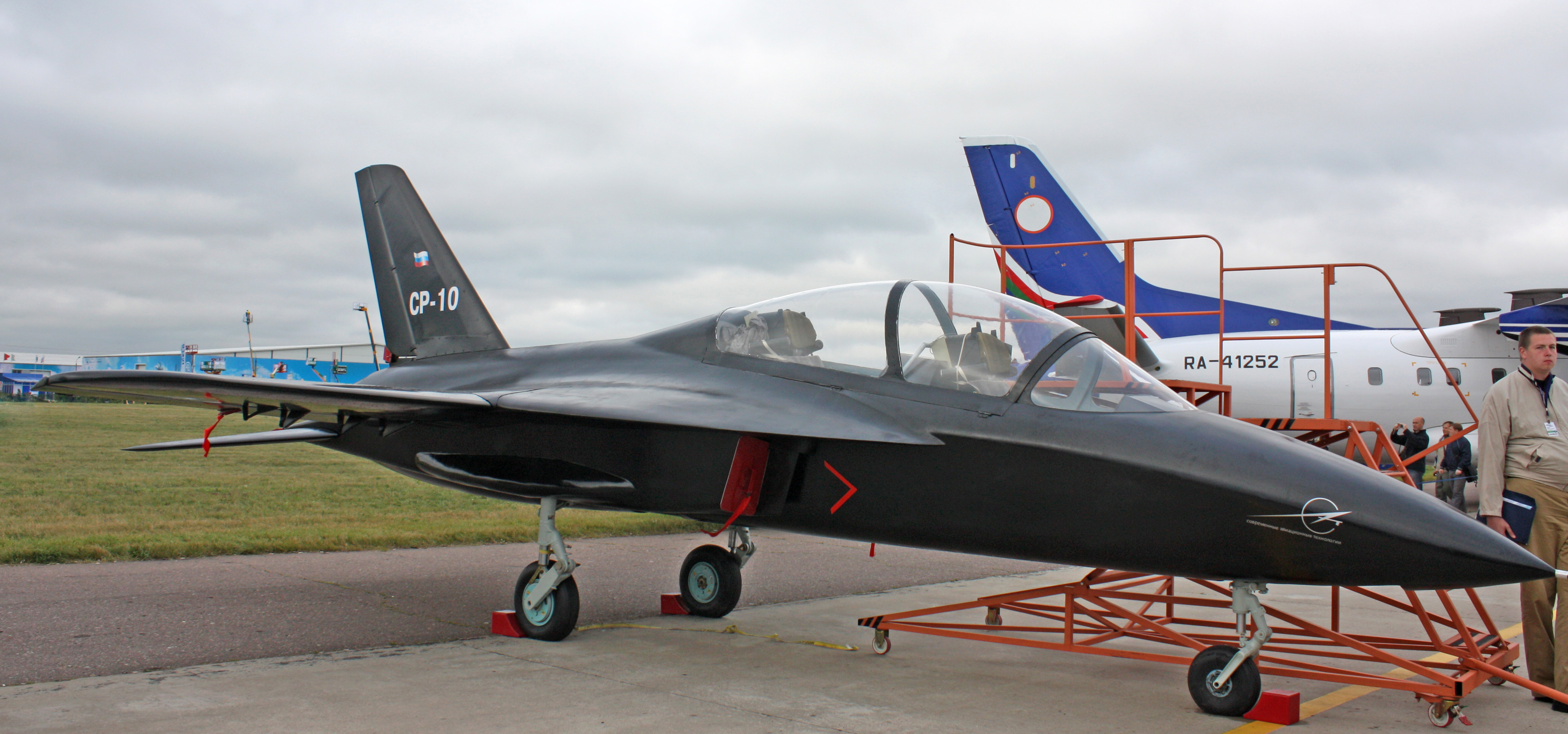
SR-10 在 MAKS-2009

SR-10教練機的最大特色在於一反常態的使用前掠翼主翼，此主翼擁有10度的前掠角並且完全使用複合材料製造。前掠翼飛機的好處在於次音速飛行時擁有非常良好的運動性，且失速容忍範圍比後略翼機型要大，低速飛行的安全性要高於後略翼機。因此很適合當成教練機/特技飛行機使用。
雖然導入了很激進的設計理念，但SR-10的配備卻非常簡略，結構也很簡單。駕駛艙只使用最原始的飛行儀表，沒有液晶顯示，並且採用傳統的液壓輔助的機械式操控，並未使用全電腦控制的線傳飛控系統。這是初期為了壓低造價的設計，可應客戶要求換成玻璃座艙儀表。
機體可以容忍6-8G的飛行，也適合當作特技飛機（飛行表演隊）使用。安全措施方面，採用了K36-LT-3.5零-零彈射椅。並有內建飛行診斷電腦，可大幅減少地勤負擔。
首架原型機使用引擎為烏克蘭生產的AI-25TL，但是因為2014年俄烏交惡與克里米亞脫烏等事件導致雙方斷絕貿易往來，後續機種將會搭載俄羅斯國產的AL-55或SM-100發動機。

## 計畫現況
目前SR-10是使用航空公司自有的資金研發，尚無確定的啟動客戶，在商業上算是非常冒險。除爭取俄羅斯國防部替代L-39機型的企圖外，也樂觀估計大約有200架以上的國外市場。

## 技術規格 (SR-10)
基本信息
- 机组：2人

性能
- 过载限制：+10/-8